# Vilim FitzEmpress
Vilim FitzEmpress („caričin sin“) bio je vikont, rođen 22. srpnja 1136. godine. Poznat i kao Vilim Longespee, bio je najmlađi sin carice Matilde i njenog supruga Gotfrida.
Preko majke, Vilim je bio unuk engleskog kralja Henrika I. Carica Matilda bila je Henrikova nasljednica, ali je njezin spol bio razlog spora oko engleskoga trona; Stjepan, Matildin bratić, osporavao je pravo Matildi te je vladao kao kralj do svoje smrti. Stjepana je naslijedio Vilimov brat Henrik.
Jedna od najbogatijih nasljednica, Izabela de Warenne, trebala se udati za Vilima, ali do braka nije došlo zbog bliskoga srodstva. Izabela se udala za Vilimovog polubrata Hamelina.
Vilim je preminuo 30. siječnja 1164. godine u Normandiji. Uzrok je smrti nepoznat, ali se zna da je Vilim iznenada umro. Pokopan je u katedrali Naše Gospe u Rouenu. Kralj Henrik okrivio je Tomu Becketa za Vilimovu smrt; upravo se Becket bio protivio Vilimovu braku.